# 에이셉 라키
라킴 마이어스(Rakim Mayers, 1988년 10월 3일 ~ )은 예명 에이셉 라키(A$AP Rocky)로 활동하는 미국의 래퍼이다. 뉴욕 할렘 가에서 태어나고 자란 그는 자신의 닉네임을 따온 힙합 집단 A$AP 몹(A$AP Mob)의 멤버이다.
2011년 비평가들의 찬사를 받은 데뷔 믹스테이프 LiveLoveA$AP를 발매했고 그의 데뷔 앨범 LongLiveASAP는 2013년 1월 15일 공개됐다.

## 유년기
1988년에 태어난 마이어스는 듀오 에릭 비 앤 라킴(Eric B. & Rakim)의 힙합 레전드 라킴(Rakim)의 이름을 따서 그의 이름을 지었다. 12살 때 그의 아버지는 마약 판매와 연관돼 감옥에 갔다. 일 년 뒤 형이 그의 아파트 근처에서 살해된 사건은 랩 음악에 심취하게 된 계기가 됐다. 8살 때 랩을 시작한 마이어스는 할렘 가를 기반으로 둔 명망 있는 랩 그룹 디프로매츠(The Diplomats)의 음악을 존경하며 자랐고 쓰리 6 마피아(Three 6 Mafia), 맙 딥(Mobb Deep), 우탱 클랜(Wu-Tang Clan), UGK, 런 DMC(Run DMC), 본 석스 앤 하모니(Bone Thugs-n-Harmony)의 영향을 받았다. 어머니와 함께 보호소에 살거나 또는 맨해튼 주위에 살던 마이어스는 뉴저지 주의 엘름우두 파크(Elmwood Park)로 옮겨갔다.

## 경력
2007-11 : 시작과 믹스테이프
2007년 라키는 랩퍼, 프로듀서, 뮤직 비디오 감독의 집합인 힙합 크루 A$AP 몹을 구성했다. 그는 크루의 A$AP에서 닉네임을 따왔는데 A$AP는 다양한 뜻을 지녔다. “언제나 고군분투하고 번영하라."(Always Strive and Prosper), "정보원과 경찰을 암살"(Assassinating Snitches and Police)이라는 뜻도 있으며 라키가 가장 좋아하는 뜻은 “어떤 목적을 상징하는 약자”(Acronym Symbolizing Any Purpose)이다.
2011년 7월 8일 비공식적인 컴필레이션인 Deep Purple이 공개 됐는데 라키는 이 컴필레이션은 파리의 한 팬이 라키의 유투브 히트들을 모은 것이라고 했다. 8월에는 첫 번째 싱글 "Peso"가 인터넷 상에 유출됐고 몇 주 내에 높은 청취율의 라디오 방송국 핫 97 뉴욕(Hot 97 New York)에 의해 전파를 탔다. Deep Purple 이후로 라키의 의 뮤직 비디오는 더 많은 관심을 만들어 냈고 그 결과 소니(Sony), RCA 레코드, 폴로 그라운즈 뮤직(Polo Grounds Music)과 2년간 3백만 달러의 계약을 맺게 됐다. 에이셉 라키는 "Peso"와 "Purple Swag"가 담긴 믹스테이프 LiveLoveA$AP 10월에 발매했고 비평가들의 찬사를 받았다. 12월 5일 라키는 BBC의 사운도 오브 2012 폴(BBC's Sound of 2012 poll) 후보에 올랐다.
2012-현재 : 투어와 데뷔 앨범

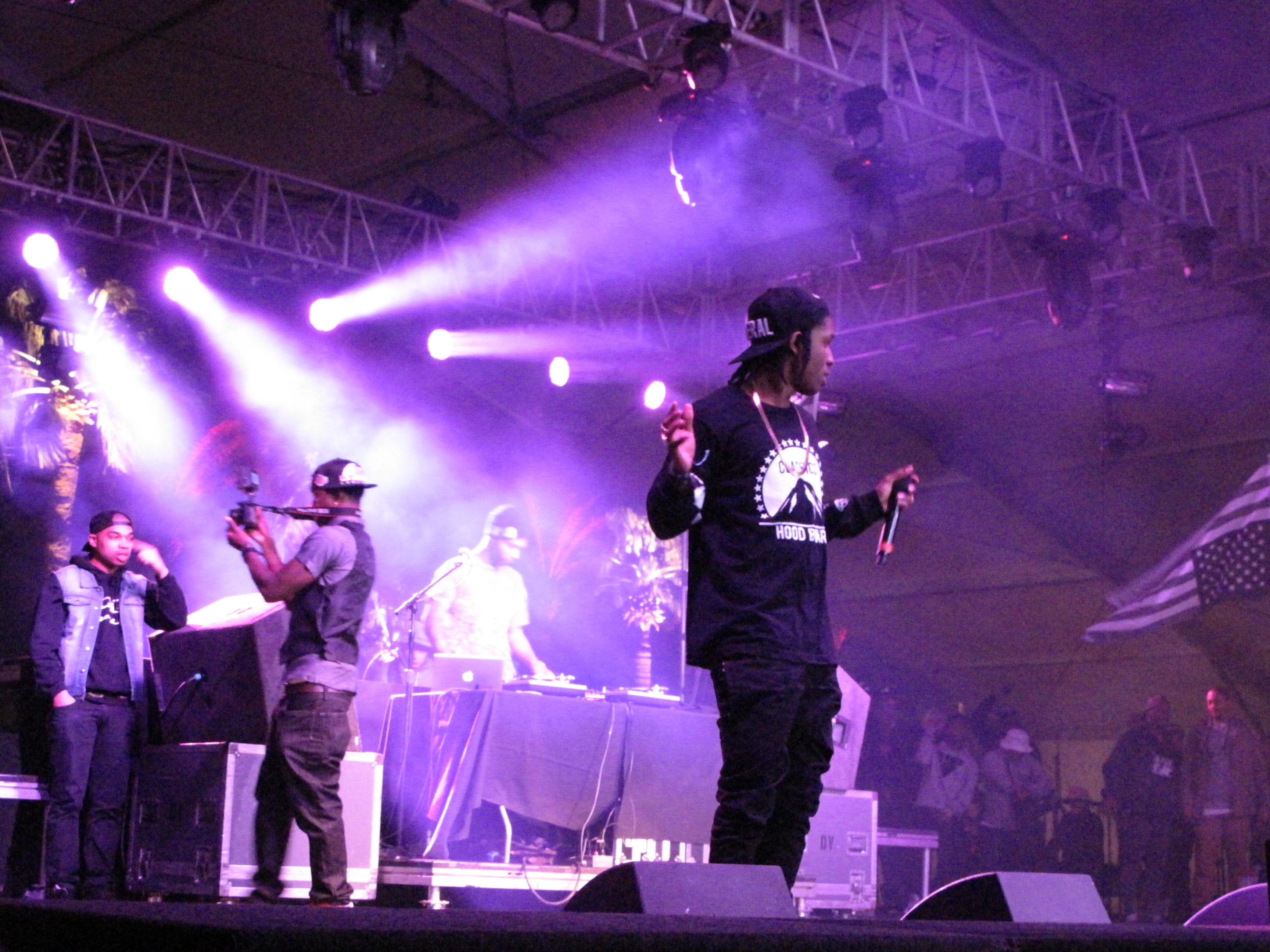
락키가 클럽 파라다이스 투어에서 공연하고 있다

2012년 2월 초, 라키는 드레이크(Drake)의 클럽 파라다이스 투어(Club Paradise Tour)의 오프닝 공연을 위해 켄드릭 라마(Kendrick Lamar)와 한 무대에 섰다. 6월에는 라키와 같이 작업을 했었던 마이애미에 기반을 둔 집단 레이더 클랜의 수장인 스페이스코스트퍼프(SpaceGhostPurrp)가 A$AP 투웰비(A$AP Twelvyy)가 레이더 클랜의 매트 스툽스(Matt Stoops)를 공격했다고 비난했으며 연이어 A$AP 몹과 라키와 관계를 끝낼 거라고 유투브에 올렸다. 또한 스페이스고스트퍼프와 레이더 클랜은 A$AP 몹이 자신들의 스타일을 모방했고 스페이스고스트퍼프의 노래 "My Enemy"의 가사를 라키가 "Goldie"에 사용했다고 비난했다. 7월에 MTV 인터뷰를 통해 라키는 스페이스고스트퍼프에게 “과대광고나 만들어 봐.”, “비트를 만드는 거나 집중해.”라고 응답했다.
7월 라키는 피치포크 뮤직 페스티발(Pitchfork Music Festival)에 참가했다. 그는 TV쇼 《레이트 나이트 위드 지미 팰런》으로 7월 20일 텔레비전 데뷔를 앞뒀다. 하지만 21세 아티스트 아이롬(iRome)과의 싸움에 관여됐다는 혐의로 맨해튼 다운타운에서 체포 돼 TV 데뷔는 취소됐다. 8월 21일 스케줄을 재정리해 라키는 "Goldie"를 그 쇼에서 불렀다. 9월 6일에는 2012 MTV 비디오 뮤직 어워드(2012 MTV Video Music Awards)의 게스트 랩퍼로 참여해 리한나의 "Cockiness (Love It)" 무대에 올랐다.
라키의 데뷔 정규 앨범 LongLiveA$AP은 2013년 1월 15일 공개됐다. 그는 크램스 카지노(Clams Casino), 히트 보이, A$AP 타이 비츠(A$AP Ty Beats), 소페인3000(Soufein3000), 조이 팻 비츠(Joey Fat Beats)와 함께 앨범을 프로듀싱 했다. 리드 싱글 "Goldie"는 4월 27일 공개됐다. 락키는 A$AP 몹의 믹스테이프 Lords Never Worry도 작업했는데 8월 27일 무료로 앨범을 공개했다. 9월부터 11월까지 라키는 데뷔 앨범을 프로모션하기 위해 40일의 롱리브에이셉 투어(LongLiveA$AP Tour)를 스쿨보이 Q(Schoolboy Q), 데니 브라운(Danny Brown), A$AP 몹과 함께 했다. 라키와 스쿨보이 Q는 LiveLoveA$AP과 2012년 후반 스쿨 보이의 곡 "Hands on the Wheel"을 함께했다.
2013년 4월 12일에서 와일드 94.9 라디오 방송국에서 인터뷰에서, 록키 그가 예고없이 공개 할 계획입니다 경음악 앨범 작업을 한 것으로 나타났다. 그는 심지어 자신이 좋아하는 뮤직 비디오에 대해 논의하고 베테랑 래퍼 André 3000과의 공동 작업에 대한 자신의 소망에 대해 이야기했다. 6월 21일 Rocky는 MTV News와의 인터뷰에서 Beauty & The Beast : Slowed Down Sessions (제 1 장)이라는 제목의 주변 지향적 인 악기 트랙으로 구성된 데뷔 곡을 앨범으로 완성했으며 원래 여름에 출시 될 예정이었다. 그러나 다른 앨범 발매일이 발표되지 않아 해당 앨범이 연기되었다. Rocky는 "Riot Rave"및 "Unicorn"이라는 제목의 Beauty & The Beast : Slowed Down Sessions (제 1 장) 편찬을 만들 수 있는 두 개의 미리보기를 미리 들었다.
2015년 ~ 현재 : At. Long. Last. A$AP
2014년 3월 16일 라키는 자신의 두 번째 스튜디오 앨범 인 A.L.L.A를 제작 중이라고 발표했다. (At. Long. Last. A$AP)의 데뷔 앨범 데뷔작이다. ASAP Mob 앨범 L.O.R.D.의 연기로 라키는 2014년 6월 6일에 발매된 앨범 "Hella Hoes"의 코스트 A$AP Ferg, Nast 및 Twelvyy와 협연했다. 그럼에도 불구하고 A $ AP Mob의 A$AP Yams는 텀블러 계정에 앨범이 공개되지 않았다고 발표했다.
26 번째 생일을 맞은 지 3 일이 지난 2014년 10월 6일 라키는 주시 J의 보컬을 추가로 선보인 "Multiply"로 초연 한 Flacko Jodye Season이라는 음악 경품을 선보였다 "Multiply"는 나중에 초연 후 일주일 후에 아이튠즈에서 발표되었다. 그러나 Rocky는 Q & A 인터뷰에서 "Multiply"가 A.L.L.A의 최종 트랙 목록에 포함되어 있지 않다고 말했다.
2015년 설날에 라키는 2학년 앨범의 리드 싱글 인 "Pretty Flacko 2"("Pretty Flacko Jody 2"로 정형 됨), "Pretty Flacko"의 속편을 발표했다. 17 일 후, 싱글의 석방 후 라키의 스승이자 파트너 인 Steven "A$AP Yams"Rodriguez는 공식 사망 원인이 밝혀지지 않은 26 세의 나이로 사망했다. 그러나 일부 보고서에 따르면 Yams의 원인은 급성 혼합 약물 중독으로 판결되었다고한다. 라키와 몇몇 APC Mob 회원 및 계열사는 집단 수련반의 후임 지도자가 수면 가사로 사망하여 질식과 폐를 야기했다고 말했다. Yams가 죽은 지 몇 주 후에, 라키는 At. Last. Long. A$AP는 래퍼 Juicy J, 프로듀서 데인저 마우스, 라키, Yams와 같은 중역들에 의해 제작되었다.
2014년 라키(동료 래퍼 타이가, Casey Veggies, Vince Staples와 함께)는 2015년 인디 코미디 영화 《도프》에서 카메오 역할을 했다. 이 영화는 2015년 1월 21일 선댄스 영화제에서 초연되었다. 거기서 Rocky는 자신의 친구와 파트너의 죽음에 대한 그의 표현과 슬픔에 대해 설명했다. 무대에 서서 진정하기 전까지 그의 사랑하는 기억에 대한 헌신으로서 무대 위에서 "곱하기"를 수행했다.
2015년 4월 8일, 래퍼는 레드불 뮤직 아카데미와의 인터뷰에서 데뷔 한 〈M' $〉이라는 노래를 발표하고 이틀 후 아이튠스 스토어에서 발표되었다. 그러나 노래는 앨범에서 공식적인 단일성이 아니었다. 그러나 앨범에는 Rocky의 두 번째 구절을 릴 웨인의 게스트 구절로 대체 한 트랙의 리믹스 버전이 포함되었다. 5월 9일 Rocky는 "AT LONG LAST ...."라는 캡션을 사용하여 인스타그램의 공식 페이지에서 앨범의 커버 아트를 공개했다. 같은 날 앨범의 대안 작품을 발표하고 앨범을 발표했다. 로드 스튜어트, 미겔, 마크 론슨 (이 중 후자는 에밀 헤이니와 함께 트랙을 제작했다)을 특징으로하는 "Everyday"를 제작다.또한 A.L.L.A. 2015년 6월 2일에 업데이트되었지만, 2015년 5월 25일 동부 표준시 오후 6시경에 앨범은 예상 출시일 약 1 전에 온라인으로 유출되었다. 그 후 Rocky는 앨범이 자정 (5월 26일)에 발표 될 것이라고 발표하고 일주일에 일찍 날짜를 변경했다.
그것의 방출에, At. Long. Last. A$AP는 음악 비평가로부터 일반적으로 긍정적 인 리뷰를 받았다. 전반적으로,이 앨범은 "Lord Pretty Flacko 2", "Everyday"및 "L$D"의 3 곡으로 출시되었다. At. Long. Last. A$AP는 미국에서 116,000 장을 판매하는 빌보드 200에서 1위에 데뷔했다. 결론적으로 Rocky는 현재까지 차트에서 두 번째로 연속 1위를 차지했다. 캐나다에서는 앨범이 1위를 차지했으며 11,000 장이 팔렸다. 앨범은 Billboard 200에서 톱 10이되는 2주 이상을 보냈다. 2015년 7월 현재 이 앨범의 판매량은 미국에서 215,000 장이다. 2015년 6월 현재 영국에서 60,662 부를 판매했다. 또한 At. Long. Last. A$AP는 6월 13일부터 7월 4일까지 Top R&B / Hip-Hop Album에서 4위에 올랐으며, 가수 인 Leon Bridges의 데뷔 앨범 Coming Home은 앨범의 톱 슬롯에서 뛰쳐 나갔다. 또한, R & B / Hip-Hop Albums 차트의 증류로, A.L.L.A. (6월 13일에서 7월 11일까지) 총 5번의 비 연속적인 주간 랩 앨범 차트의 상단 슬롯에 머물렀고, 동료 랩퍼인 믹 밀의 두 번째 정규 앨범 인 Dreams Worth More Than Money에 의해 폐기되었다.
2015년 6월 11일 라키는 The Tonight Show에서 The Loots와 함께 "L$D"곡을 연주했다. 6월에는 미국 여배우이자 가수 인 셀레나 고메즈가 연주 한 〈Good for You〉곡에 실릴 것을 확인했다. 2015년 6월, 그는 로드 스튜어트와 제임스 코든과 함께 《더 레이트 레이트 쇼 위드 제임스 코든》의 '카풀 가라오케 (Carpool Karaoke)'부문에 출연했다.
라키는 2016년에 그녀의 여섯 번째 정규 앨범 앨리샤 키스로 작성된 트랙 Blended Family (Love for You)에 등장한다. 그는 라나 델 레이의 2017년 앨범 인 《Lust for Life》에서 두 트랙을 선보였다. 트랙은 "Summer Bummer"라고 불리며, 플레이보이 카티와 "Groupie Love"도 함께 참여했다.

## 이슈

### 뉴욕 폭행 사건
에이셉 라키는 2012년 7월 뉴욕 옷 가게에서 한 남자와 그 장면을 밖에서 촬영하던 두 포토그래퍼를 폭행했다. 그는 옷가게에 있던 그 남자에게 곧 고발됐다. 쉬닉 알치나(Shenick Alcine)라는 남자가 불법 마약을 옷가게 안에서 사용하는 라키를 목격하게 됐고 그것이 폭력을 유발하게 된 것이다. 그때 그 장면을 찍으려는 두 아마추어 포토그래퍼도 라키는 공격했다. 포토그래퍼를 공격하고 그들의 카메라를 뺏으려고 한 라키는 결국 강도와 폭행죄로 기소됐다. 그해 12월 라키는 폭행과 강도로 인한 잘못을 인정해 형량의 선고가 취하 될 것이다.

### 로스앤젤레스 총격 사건
A$AP Rocky는 2021년 11월 6일 로스앤젤레스에서 전 친구 A$AP Relli에게 총격을 가한 혐의로 기소되었다. 2025년 2월, 배심원단은 세 시간 만에 만장일치로 무죄 평결을 내렸다.

## 디스코그래피
- Long. Live. ASAP (2013)
- At. Long. Last. ASAP (2015)
- Testing (2018)

## 수상 후보 경력
| 연도 | Organization                 | 상                      | 결과 |
| ---- | ---------------------------- | ----------------------- | ---- |
| 2011 | BBC                          | 사운드 오브 2012        | 후보 |
| 2012 | BET 어워드                   | 신인상                  | 후보 |
| 2012 | 엠티비 비디오 뮤직 어워드    | 베스트 에디팅           | 후보 |
| 2012 | 2012 MTV Europe Music Awards | US 아티스트 신인 어워드 | 후보 |
| 2012 | 2012 MTV Europe Music Awards | 베스트 룩               | 후보 |